# Qélé, Qélé
Qélé, Qélé (orm.: Քելե Քելե) – singel ormiańskiej piosenkarki Sirusho napisany przez wokalistkę we współpracy z H.A. Der-Hovagimianem i wydany w 2008 roku.
8 marca 2008 roku piosenka została wybrana na utwór reprezentujący Armenię podczas 53. Konkursu Piosenki Eurowizji. Zdobyła największe poparcie od komisji sędziowskiej oraz telewidzów. Chórzystką na nagraniu studyjnym piosenki była Tigran Petrosjan.
Wokalistka wyruszyła w trasę koncertową po Europie. 20 maja odbył się pierwszy półfinał konkursu, w którym „Qélé, Qélé” zostało zaprezentowane jako czternaste w kolejności. Zdobył 139 punktów, które zapewniły mu awans do finału z drugiego miejsca. Podczas sobotniego finału cztery dni później utwór zdobył 199 punktów, co przełożyło się na 4. miejsce.
Dotychczas jest to najwyżej oceniona ormiańska propozycja eurowizyjna w historii konkursu.

## Lista utworów
- Digital download[5]

1. „Qélé, Qélé” – 3:02
2. „Qélé, Qélé” (Yerevan Remix) – 3:31
3. „Qélé, Qélé” (Yerevan Club Mix) – 7:01
4. „Qélé, Qélé” (Wersja karaoke) – 3:00
5. „Qélé, Qélé” (teledysk)